# Omari Michailowitsch Tetradse
Omari Michailowitsch Tetradse (russisch Омари Михайлович Тетрадзе; * 13. Oktober 1969 in Welispiri, Georgische SSR) ist ein ehemaliger sowjetischer bzw. russischer Fußballspieler und heutiger -trainer griechischer Herkunft.

## Werdegang
Tetradse wurde 1987 in die Mannschaft von Dinamo Tiflis berufen. 1992 wurde der Verteidiger in die Russische Fußballnationalmannschaft einberufen, in der er insgesamt 37-mal eingesetzt wurde. Als Spieler nahm Tetradse an der WM 1994 und stand dabei nur im letzten Spiel der Vorrunde gegen Kamerun (6:1) auf dem Platz. Trotz dieses Erfolges schied die Sbornaja nach der Vorrunde aus. Bei der EM 1996 wurde Tetradse bei allen drei Vorrundenspielen jeweils über 90 Minuten eingesetzt, erzielte sogar das zwischenzeitliche 2:2 gegen Tschechien und verpasste erneut mit seiner Mannschaft den Sprung ins Achtelfinale.
Nach seiner aktiven Karriere trainierte Tetradse im Jahr 2007 Anschi Machatschkala. Von 2010 bis 2011 war er Trainer von Wolga Nischni Nowgorod. Von 2013 bis 2014 trainierte er Schetissu Taldyqorghan und von 2016 bis Juni 2017 Tobol Qostanai aus Kasachstan.